# Дилижан (станция)
Эта статья о станции Дилижан. Статья о городе — Дилижан

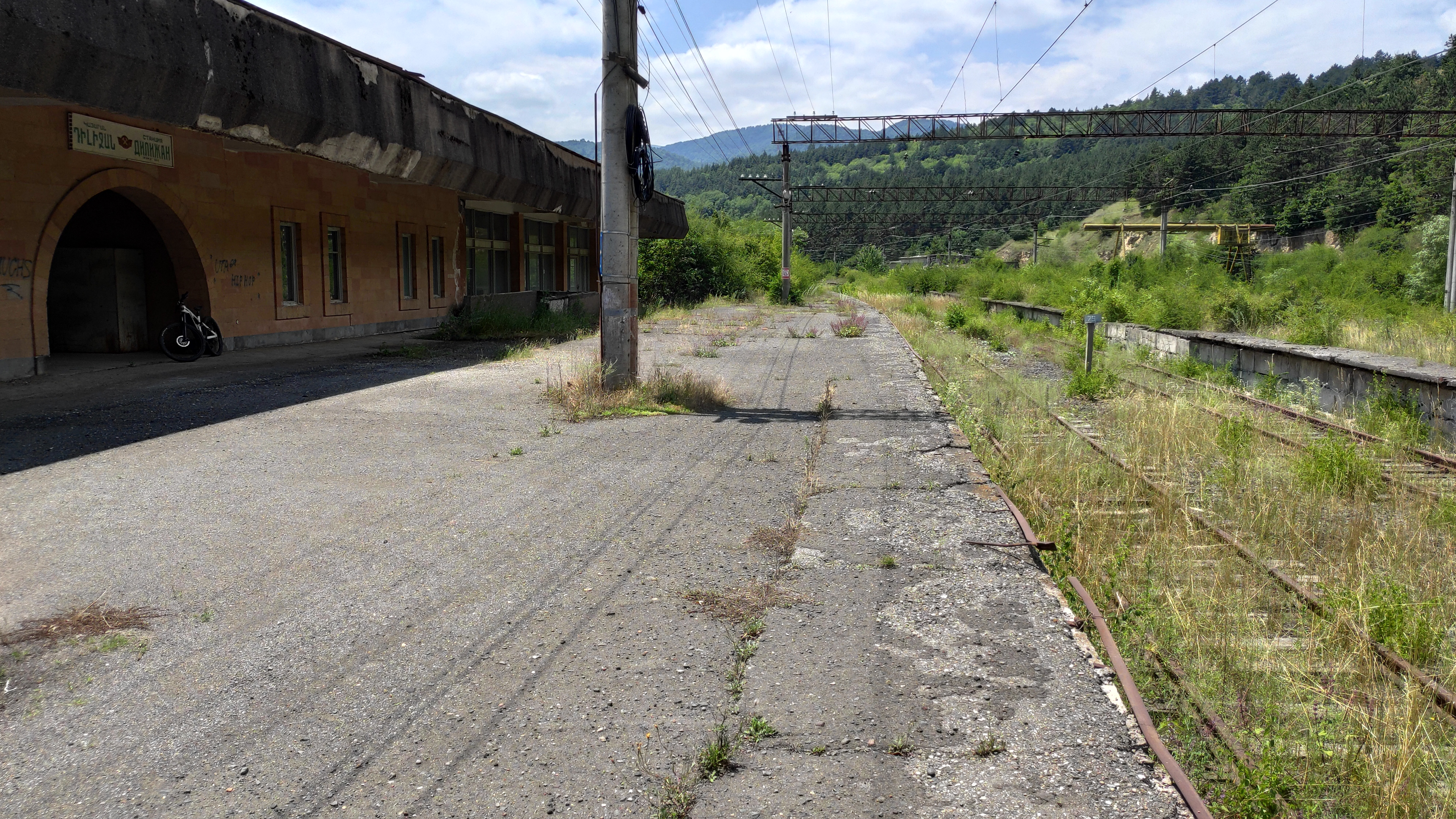
Состояние станции на лето 2025г

Дилижа́н (арм. Դիլիջան) — железнодорожная станция, расположенная на левом берегу реки Агстев в городе Дилижане Тавушской области, на однопутной электрифицированной линии Раздан — Иджеван. Пассажирский вокзал и движение по станции были открыты 9 августа 1986 года. До армяно-азербайджанской войны 1987—1994 гг. линия эксплуатировалась от Раздана до Казаха, находящегося в Азербайджане, на линии Баку — Тбилиси. В связи блокадой Армении со стороны Азербайджана, движение поездов между станциями Иджеван и Казах было прекращено ещё в 1988 году. В июне 2009 года руководство ЮКЖД планировало открыть пригородное движение со станции Канакер (что на севере Еревана) до станции Иджеван, но данный проект был заморожен. Грузовое движение по станции сохранялось, но было прекращено в 2012 году.
К станции с запада примыкают Дилижанские железнодорожные тоннели.
В настоящее время пассажирский вокзал заброшен, линия не эксплуатируется.